# 김두만 (1927년)
김두만(金斗萬, 1927년 2월 16일 ~ )은 대한민국의 군인, 외교관, 정치인, 기업가, 교육행정가, 사회기관단체인이다. 한국 전쟁 당시 대한민국 국군 최초로 100회 출격 기록을 달성한 참전유공자이기도 하다. 본관은 김해, 호는 일산(一山)이다.

## 학력
- 경상남도 진주 지수보통학교 1년 전퇴
- 일본 기후현 이비가와정립 오시마 소학교 졸업
- 일본 사이타마현립 후도오카 고등학교 졸업
- 일본 도쿄 육군항공학교 졸업
- 대한민국 통위부 보병학교 졸업
- 대한민국 공군사관학교 5기 졸업
- 미국 육군항공비행학교 졸업
- 미국 공군참모대학교 졸업
- 단국대학교 정치외교학과 학사
- 대한민국 국방대학원 행정학 석사

### 비학위 수료
- 연세대학교 경영대학원 최고경영자과정 수료

## 주요 경력
- 1955년 공군본부 감찰감.
- 1956년 공군본부 감찰감 재직 당시에 공군 준장 진급.
- 1956년 공군본부 인사국 차장.
- 1958년 공군 제10전투비행전단장(후임에는 김성룡 전단장).
- 1958년 공군본부 작전국 차장.
- 1960년 미국 주재 대한민국 대사관 공군 부무관.
- 1960년 공군본부 인사국장 보임과 동시에 공군 소장 진급.
- 1963년 공군 작전사령관 보임과 동시에 공군 중장 진급.
- 1967년 공군사관학교 교장.
- 1968년 공군참모차장.
- 1970년 제11대 공군참모총장(공참총장 보임과 동시에 공군 대장 진급).
- 1971년 공군 대장 예편.[2]
- 1971년 국방부 촉탁위원.
- 1972년 대한종합식품 사장(1975년 퇴임).
- 1972년 금오학원 이사장(1975년 퇴임).
- 1974년 대한통조림수출조합 이사장(1975년 퇴임).
- 1975년 대한종합식품 회장(1978년 퇴임).
- 1978년 한라건설 사장.
- 1982년 UBA 인터내셔널 회장(1987년 퇴임).
- 1983년 인하대학교 겸임교수(1984년 퇴임).
- 1984년 대한항공 고문(1987년 퇴임).
- 1985년 한국항공대학교 겸임교수(1986년 퇴임).
- 1987년 대붕상사 회장(1996년 퇴임).
- 1996년 대붕상사 회장 직위 퇴임.
- 1998년 새정치국민회의 외교안보행정특임위원(1998년 6월).
- 1998년 새정치국민회의 외교안보행정특임위원 직위 퇴임(1998년 9월).
- 2005년 자유민주연합 외교안보행정특임고문(2005년 11월).
- 2006년 자유민주연합 외교안보행정특임고문 직위 퇴임(2006년 2월).
- 2023년 5월 재단법인 백선엽장군기념재단 고문

## 관련 도서
- 《항공징비록》